# 天主教嘉定教区
嘉定教区（拉丁語：Dioecesis Chiatimensis）是罗马天主教在中国四川省设立的一个教区。

## 轄區範圍
嘉定教區管轄樂山、眉山、峨眉山、雅安四個城市的教會。嘉定教區西接康定教區，東部與南部毗鄰叙府教區，西南連寧遠教區，北界成都教區。

## 历史
1929年7月10日，罗马教廷从叙府代牧区分设9县（雅安、名山、丹棱、洪雅、夹江、峨眉、峨边、荥经），成立雅州监牧区，由中国神父李容兆任宗座监牧。1933年3月3日，升格为雅州代牧区，并且再划入6县（眉山、彭山、蒲江、青神、仁寿、井研）。1938年2月9日，主教座堂由雅安迁前一年划入教区的嘉定（乐山），教区更名为嘉定代牧区。雅安后来改设总铎区。1939年8月，主教座堂被日机炸毁，余郁文主教避居峨眉十里山。
1946年4月11日，升格为嘉定教区。余郁文主教已经于1943年去世，暂由副主教万苦茹主持。
教区现名“乐山教区”。

## 部份教堂
- 耶稣圣心主教座堂
- 拆楼圣堂，峨眉山市桂花桥镇拆楼村（乐山市文物保护单位）

## 历任主教

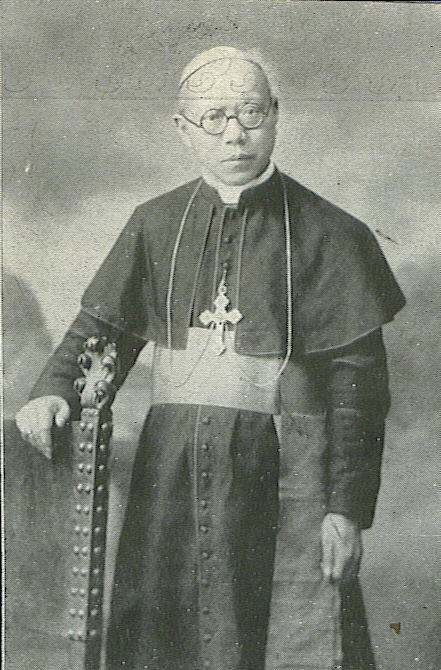
李容兆，首任雅州宗座監牧

雅州宗座监牧
- 李容兆（ ），1929年10月22日-1933年3月3日

雅州宗座代牧
- 李容兆（Matthieu Ly Iun-ho），1933年3月3日-1935年8月4日
- 余郁文（Fabian Yu Teh-guen / Yu Yu-wen），1936年7月7日-1938年2月9日

嘉定宗座代牧
- 余郁文（Fabian Yu Teh-guen），1938年2月9日-1943年3月6日

嘉定教区主教
- 鄧及洲（Paul Teng Chi-chou / Deng Ji-zhou），1949年6月9日-1990年8月10日
- 罗笃熹（Matthew Luo Du-xi），1993年9月21日-2009年12月4日
- 雷世銀（Paul Lei Shi-yin），非法祝聖，2011年6月29日-

### 主教简介
- 李容兆：1877年9月14日生于四川省叙州府興文縣，1929年10月22日任雅州监牧，1933年3月3日任雅州代牧，6月11日在罗马接受教宗祝圣[2]，1935年8月4日去世（57岁）。
- 余郁文：1890年9月27日生于四川省成都府崇慶州，1936年7月7日任雅州代牧，11月15日在汉口接受教廷驻华公使蔡宁总主教祝圣，1938年改称嘉定代牧，1943年3月5日去世（52岁）。
- 邓及洲：1905年11月9日生于中国，1936年2月9日晋升神甫，1949年6月9日任嘉定教区主教，1949年9月21日祝圣主教，去世: 1990年8月10日去世（84岁）。
- 罗笃熹：1919年7月2日生于四川省永寧道仁壽縣，1983年晋铎，1993年9月21日晋牧，2009年12月4日逝世，90岁。

### 非法祝圣事件
2011年雷世银在违反《天主教法典》规定的情况下被非法祝圣为主教，招致保留于宗座的自科绝罚，教廷在7月4日发表公开声明以显示事态之严重性，直至2018年豁免。